# Gertrude Kuh
Gertrude Deimel Eisendrath Kuh (* 11. September 1893 in Racine, Wisconsin; † 4. September 1977 in Chicago, Illinois) war eine US-amerikanische Landschaftsarchitektin mit Wirkungsschwerpunkt im Raum Chicago.

## Leben
Gertrude Eisendrath wurde als Tochter von Benjamin David Eisendrath und Frances Eisendrath geboren. Ihre Familie zog nach Chicago, als sie sechs Jahre alt war. Sie begann ihre College-Ausbildung am Sweet Briar College in Virginia, wechselte aber bald an die Lowthorpe School of Landscape Architecture in Groton, Massachusetts, wo sie 1917 ihren Abschluss machte.
Nach dem College absolvierte Kuh eine Lehre bei der Landschaftsarchitektin Ellen Biddle Shipman in Massachusetts. Im Jahr 1921 kehrte sie nach Chicago zurück.
1942 heiratete sie George Kuh, dessen Ex-Frau, die Chicagoer Kunstkuratorin und Galeristin Katharine Kuh war.  Zuvor war sie mit dem 1926 verstorbenen Jerome Deimel verheiratet, mit dem sie einen Sohn hatte, John (1926–2018).
In ihrer etwa vierzigjährigen Karriere entwarf Kuh über 400 Landschaftsbauprojekte und Gärten. Obwohl sie nie Partner aufnahm, hatte sie zwei Mitarbeiter, Mary Long Rogers und Edith Antognoli.
Über ihre frühe Arbeit (vor 1950) ist wenig bekannt, da Kuh die meisten Aufzeichnungen dieser Projekte weggeworfen hat.  Zwischen 1950 und ihrem Ruhestand in den 1970er Jahren entwarf Kuh etwa 250 Landschaftsprojekte, über die etwas mehr bekannt ist, meist für private Wohnhäuser in und um Chicago, Lake Forest, Winnetka, Glencoe und Highland Park.  Sie arbeitete sowohl an Bepflanzungen für Neubauten als auch an der Neugestaltung bestehender Gartenanlagen. Sie entwarf in einer Zeit, in der viele große Anwesen in kleinere Parzellen aufgeteilt wurden, und sie wurde bekannt für ihre Fähigkeit, diesen kleinen Grundstücken durch Techniken wie das Anordnen von Bäumen und Sträuchern, das Pflanzen von Bäumen mit starken skulpturalen Linien, die Erhabenheit signalisierten, und die Verwendung von Farbschemata, die in Richtung Grün tendierten, ein Gefühl von Geräumigkeit und Privatsphäre zu geben.
Obwohl die meisten ihrer Arbeiten für Wohnhäuser bestimmt waren, führte Kuh auch Aufträge für mehrere Krankenhäuser und religiöse Einrichtungen aus, darunter 1963 zum Beispiel das Children's Memorial Hospital in Chicago.
Schon früh in ihrer Karriere wurde Kuh Mitglied des North Shore Garden Club, dessen Präsidentin sie in den 1930er Jahren auch war.
Kuh starb im September 1977 und ist auf dem Rosehill Cemetery in Chicago beerdigt. Ihr Nachlass wird vom Art Institute of Chicago aufbewahrt und enthält Briefe von Shipman und ein mündliches Interview mit Kuhs Sohn John.  Im November 1997 zeigte das Art Institute of Chicago die Ausstellung „The Modern Midwestern Landscape“, in der ihre Arbeiten und die ihres Kollegen Franz Lipp gezeigt wurden.